# Tarrafal de São Nicolau (kommun)
Concelho do Tarrafal de São Nicolau är en kommun i Kap Verde. Den ligger i den nordvästra delen av landet, 210 km norr om huvudstaden Praia. Antalet invånare är 5 205. Arean är 120 kvadratkilometer. Concelho do Tarrafal de São Nicolau ligger på ön Ilha de São Nicolau. Concelho do Tarrafal de São Nicolau gränsar till Concelho da Ribeira Brava.
Följande samhällen finns i Concelho do Tarrafal de São Nicolau:
- Tarrafal de São Nicolau